# Berlin-Biesdorf
Biesdorf is een stadsdeel in het Berlijnse Bezirk Marzahn-Hellersdorf, dat in 1920 in het kader van de vorming van Groot-Berlijn onderdeel werd van de stad. Het stadsdeel telt ongeveer 31.000 inwoners.

## Geschiedenis
Uit archeologische vondsten blijkt dat de plaats al bewoond werd in 9000 voor Chr. Sinds ongeveer 1000 voor Chr. wordt het gebied ononderbroken bewoond.
Biesdorf zelf wordt, zoals vele andere plaatsen uit de omgeving, voor het eerst vermeld in 1375 in het landboek van keizer Karel IV. Heer van Bysterstorff resp. Bisterstorff was Hennig von der Gröben van het adelsgeslacht von der Gröben uit de Altmark. Met de Reformatie in Brandenburg werd Biesdorf in 1539 moederkerk van Kaulsdorf, later ook van Mahlsdorf en in de eerste decennia na 1539 ook van Marzahn. De plaats had zwaar te lijden onder de Dertigjarige Oorlog. In 1887 kocht Werner von Siemens het 600 ha. grote landgoed Biesdorf, inclusief kasteel voor zijn zoon Wilhelm. In 1920 werd Biesdorf ingelijfd bij Groot-Berlijn. Biesdorf is deels gelegen in de Barnim (streek).

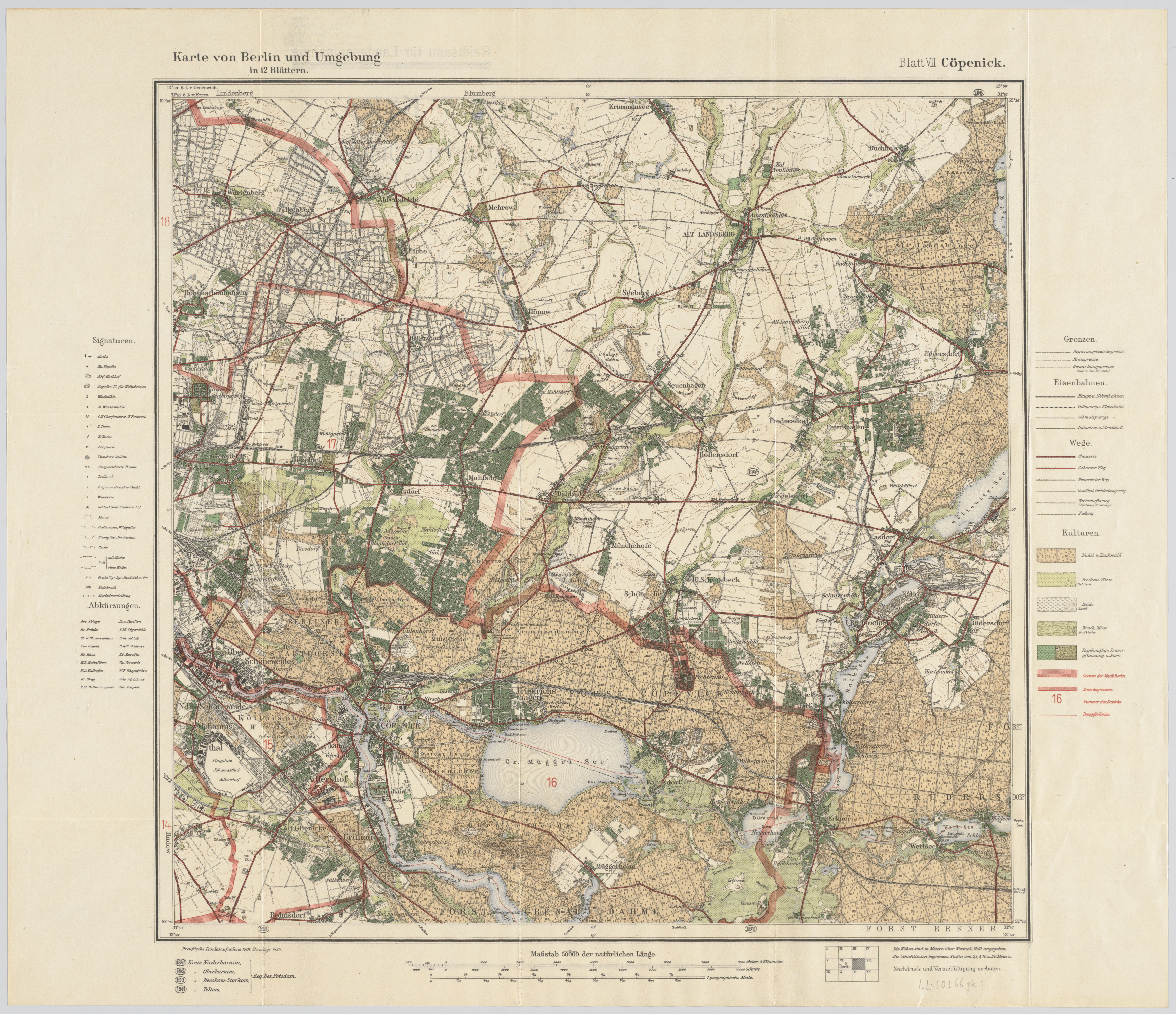
Kaart van 1922 met het dorp Biesdorf in het midden van de kaart.

## Verkeer
Het dorp Biesdorf ligt aan de op 27 juli 1851 geopende Koninklijke Preußische Ostbahn naar Koningsbergen. Op 1 augustus 1885 werd het station Biesdorf geopend, die op het moment van de elektrificatie van de spoorlijn tot Mahlsdorf (6 november 1928) opgenomen wordt in het S-Bahnnet van Berlijn. Biesdorf wordt ook bediend door de stations Elsterwerdaer Platz en Biesdorf-Süd gelegen aan de metrolijn U-Bahn 5. Deze stations zijn op 1 juli 1988 samen met verlenging van de metrolijn geopend.

## Sport
Voetbalclub VfB Fortuna Biesdorf speelt op de Sportplatz Grabensprung en speelt anno 2024/25 in de Berlin-Liga. 
Biesdorf ·
Hellersdorf ·
Kaulsdorf ·
Mahlsdorf ·
Marzahn